# Scuola secondaria di primo grado in Italia
La scuola secondaria di primo grado, già scuola media inferiore o semplicemente scuola media, nell'ordinamento scolastico italiano, rappresenta il secondo livello del primo ciclo di studio dell'istruzione obbligatoria, successivo alla scuola primaria.
Dura tre anni, dagli 11 ai 14 anni, salvo eccezioni derivate dall'avere iniziato la scuola elementare un anno prima o dopo. Segue la scuola primaria, comunemente detta scuola elementare, e precede la scuola secondaria di secondo grado, comunemente detta scuola superiore o, più raramente, scuola media superiore. Per poter accedere alla scuola secondaria di secondo grado è dunque necessario completare la scuola primaria e secondaria di primo grado; inoltre, occorre superare l'esame di Stato conclusivo del primo ciclo di istruzione.

## Ordinamento attuale
La Riforma Gelmini, entrata in vigore il 11 settembre 2009 ha sviluppato due diversi piani settimanali fissi, il primo a tempo normale, che comprende 30 ore settimanali, e uno a tempo prolungato, che va da un minimo di 36 a un massimo di 40 ore settimanali.
In alternativa all'insegnamento della seconda lingua straniera (a scelta tra lingua francese, lingua tedesca oppure lingua spagnola) come già introdotta dall'anno scolastico 2003/2004, la lingua inglese può essere portata a 5 ore settimanali (si avrà il cosiddetto inglese potenziato) oppure in caso di alunni che provengono dall'estero e che non conoscono la lingua italiana, così come nel caso la conoscano poco, le due ore di seconda lingua comunitaria si possono usare per insegnare l'italiano agli alunni stranieri come seconda lingua qualora richiesto: le ore di italiano passerebbero a 7 settimanali, mentre le ore di inglese resterebbero 3 alla settimana. Questa scelta però deve essere richiesta in sede di iscrizione alla prima classe da parte delle famiglie: infatti ogni scelta relativa all'orario settimanale e allo studio di una sola lingua straniera o di due, si applica solo se tale richiesta arriva dalla maggioranza delle famiglie che iscrivono i loro figli al primo anno di scuola media e durano per tutto il triennio fino all'esame finale di scuola media di primo grado.

### Indirizzo tradizionale
| Discipline                                      | I  | II | III |
| ----------------------------------------------- | -- | -- | --- |
| Italiano, storia e geografia 1                  | 9  | 9  | 9   |
| Matematica e scienze                            | 6  | 6  | 6   |
| Lingua inglese                                  | 3  | 3  | 3   |
| Seconda lingua comunitaria                      | 2  | 2  | 2   |
| Tecnologia                                      | 2  | 2  | 2   |
| Arte e immagine                                 | 2  | 2  | 2   |
| Scienze motorie e sportive                      | 2  | 2  | 2   |
| Musica                                          | 2  | 2  | 2   |
| Religione cattolica oppure attività alternative | 1  | 1  | 1   |
| Approfondimento in materie letterarie           | 1  | 1  | 1   |
| Totale delle ore settimanali                    | 30 | 30 | 30  |

### Orario a tempo prolungato
| Discipline                                      | I     | II    | III   |
| ----------------------------------------------- | ----- | ----- | ----- |
| Italiano, storia e geografia 1                  | 15    | 15    | 15    |
| Matematica e scienze                            | 9     | 9     | 9     |
| Lingua inglese                                  | 3     | 3     | 3     |
| Seconda lingua comunitaria                      | 2     | 2     | 2     |
| Tecnologia                                      | 2     | 2     | 2     |
| Arte e immagine                                 | 2     | 2     | 2     |
| Scienze motorie e sportive                      | 2     | 2     | 2     |
| Musica                                          | 2     | 2     | 2     |
| Religione cattolica oppure attività alternative | 1     | 1     | 1     |
| Totale delle ore settimanali 3                  | 36/40 | 36/40 | 36/40 |

### Corsi ad indirizzo musicale
In seguito al DPR n. 419 sulla “Sperimentazione e Ricerca educativa”, emanato nel 1974, iniziò un periodo pioneristico in cui le varie scuole medie adottarono formule assai diversificate, tutte però accomunate dall'interazione degli studi musicali col resto dei saperi e non più, come era stato sino a quel momento, da una separazione totale dello studio della musica, nell'ambito dei conservatòri.
Con il DM 8/02/1979 i migliori risultati della prima sperimentazione vennero accolti e normati, soprattutto esaltando l'interdisciplinarità tra la musica e le altre discipline e il più stretto collegamento tra l'insegnamento dello strumento e l'Educazione musicale. La novità più rilevante fu la promozione della musica d'insieme, con la creazione di orchestre scolastiche e l'allestimento di concerti e operette musicali, organizzate con la collaborazione di tutti gli insegnanti e non solo di quelli di musica o strumento. Fu un passo decisivo: in ambito nazionale dalle 18 scuole medie ad indirizzo musicale dell'anno scolastico 1975-1976 si passò alle 82 del 1980-1981. Il successivo DM 13/02/1996 stabilì che alle 15 ore di lezioni individuali si dovessero aggiungere tre ore di lezioni collettive, proprio al fine di promuovere la musica d'insieme. La distribuzione delle scuole medie ad indirizzo musicale, alla fine degli anni ottanta, non era assolutamente omogenea a livello nazionale: la maggiore concentrazione si aveva in Lombardia, in Piemonte e nelle Marche, mentre in altre regioni tali corsi erano assenti o quasi. Gli strumenti più comunemente oggetto di studio erano il pianoforte (nel 100% delle scuole), il violino (86%), il flauto (71%), il clarinetto (41%) e la chitarra (26%).
I decreti DM 13/02/1996 e DM 06/08/99 sancirono la fine delle sperimentazioni, con la nascita degli attuali corsi ad indirizzo musicale e il definitivo passaggio dell'insegnamento della musica a momento formativo e non semplicemente addestrativo. Ora la diffusione dei corsi musicali nelle scuole medie, ormai più di cinquecento in tutt'Italia, è molto più omogenea a livello nazionale. Per quanto riguarda la percentuale di studio dei vari strumenti, si conferma la prima posizione del pianoforte, quasi alla pari con la chitarra; seguono violino, flauto e clarinetto. Sono stati introdotti inoltre altri strumenti, anche a seconda delle vocazioni regionali: arpa, corno, fagotto (in Calabria), fisarmonica (nelle Marche), oboe, percussioni, sassofono, tromba, violoncello. 
Orario a 33 ore (sezione ad indirizzo musicale)
| Discipline                                      | I    | II   | III  |
| ----------------------------------------------- | ---- | ---- | ---- |
| Italiano, storia e geografia 1                  | 9    | 9    | 9    |
| Matematica e scienze                            | 6    | 6    | 6    |
| Lingua inglese                                  | 3    | 3    | 3    |
| Seconda lingua comunitaria                      | 2    | 2    | 2    |
| Tecnologia                                      | 2    | 2    | 2    |
| Arte e immagine                                 | 2    | 2    | 2    |
| Scienze motorie e sportive                      | 2    | 2    | 2    |
| Musica                                          | 2    | 2    | 2    |
| Religione cattolica oppure attività alternative | 1    | 1    | 1    |
| Approfondimento in materie letterarie           | 1    | 1    | 1    |
| Strumento musicale 2                            | 3    | 3    | 3    |
| Totale delle ore settimanali                    | 30+3 | 30+3 | 30+3 |

Orario a tempo prolungato (sezione ad indirizzo musicale)
| Discipline                                      | I       | II      | III     |
| ----------------------------------------------- | ------- | ------- | ------- |
| Italiano, storia e geografia 1                  | 15      | 15      | 15      |
| Matematica e scienze                            | 9       | 9       | 9       |
| Lingua inglese                                  | 3       | 3       | 3       |
| Seconda lingua comunitaria                      | 2       | 2       | 2       |
| Tecnologia                                      | 2       | 2       | 2       |
| Arte e immagine                                 | 2       | 2       | 2       |
| Scienze motorie e sportive                      | 2       | 2       | 2       |
| Musica                                          | 2       | 2       | 2       |
| Religione cattolica oppure attività alternative | 1       | 1       | 1       |
| Strumento musicale 2                            | 3       | 3       | 3       |
| Totale delle ore settimanali 3                  | 36/40+3 | 36/40+3 | 36/40+3 |

- 1 Comprende l'insegnamento cittadinanza e costituzione;
- 2 Viene insegnato uno strumento musicale scelto in base alle disponibilità in organico dell'Istituto; il numero di ore è stabilito in autonomia dagli istituti e, a partire dall'anno scolastico 2023/2024, come previsto dal Decreto Interministeriale n. 176 del 1º luglio 2022, dovranno esservi 99 ore annuali di attività aggiuntive per una media di 3 ore settimanali;
- 3 L'effettivo numero di ore settimanale è scelto in autonomia dall'Istituto nel rispetto del monte ore annuale.

## Storia e ordinamenti previgenti

### Legge Casati

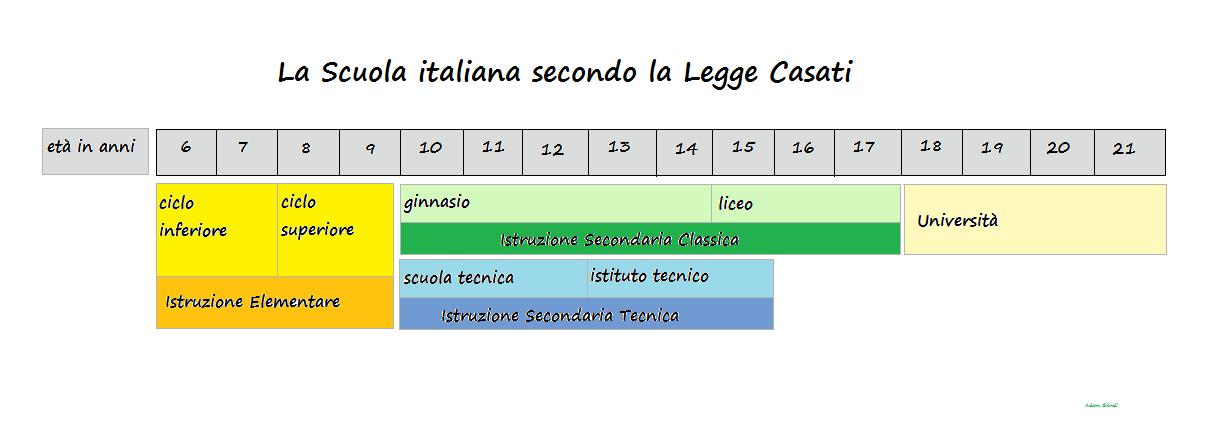
La scuola italiana secondo la legge Casati

La legge Casati (15 novembre 1859) modificò il ciclo secondario d'istruzione, istituendo due percorsi ben distinti, entrambi proseguimenti diretti della scuola primaria:
- ginnasio, quinquennale, che dava accesso al liceo triennale;
- scuola tecnica, triennale, che dava accesso all'istituto tecnico triennale.

| Ginnasio (1859 - 1923)         | I  | II | III | IV | V  |
| ------------------------------ | -- | -- | --- | -- | -- |
| Italiano                       | 7  | 7  | 6   | 4  | 4  |
| Latino                         | 8  | 8  | 9   | 6  | 6  |
| Greco                          | -  | -  | 2   | 4  | 4  |
| Storia e geografia             | 4  | 4  | 2   | 3  | 3  |
| Aritmetica                     | 1  | 1  | 1   | 3  | 3  |
| Ginnastica e esercizi militari | 4  | 4  | 4   | 2  | 2  |
| Religione                      | 1  | 1  | 1   | 1  | 1  |
| Totale delle ore settimanali   | 25 | 25 | 25  | 23 | 23 |

### Riforma Gentile
Con la riforma Gentile del 1923 venne riformato ulteriormente il ciclo secondario inferiore, che comprendeva:
- ginnasio, quinquennale, che dava accesso al liceo classico triennale;
- istituto tecnico inferiore, quadriennale, che dava accesso all'istituto tecnico superiore, anch'esso quadriennale;
- istituto magistrale inferiore, quadriennale, che dava accesso all'istituto magistrale superiore, triennale;
- scuola complementare (dal 1928 scuola di avviamento professionale), triennale, erede della soppressa scuola tecnica, con indirizzo industriale o commerciale, che non consentiva il proseguimento degli studi;

L'accesso al ginnasio, all'istituto tecnico e all'istituto magistrale era subordinato al superamento di un esame di ammissione. Superati i primi quattro anni di questi tre corsi era anche possibile sostenere l'esame di ammissione al liceo scientifico.
A parte qualche ritocco che riguardò tutte le scuole italiane negli anni trenta (cultura fascista, cultura militare, educazione fisica, etc), l'impianto gentiliano rimase sostanzialmente invariato fino al 1940. Di seguito, gli orari ministeriali originali del 1923:
| Ginnasio (1923 - 1940)       | I  | II | III | IV | V  |
| ---------------------------- | -- | -- | --- | -- | -- |
| Italiano                     | 7  | 7  | 7   | 5  | 5  |
| Latino                       | 8  | 7  | 7   | 6  | 6  |
| Greco                        | -  | -  | -   | 4  | 4  |
| Lingua straniera             | -  | 3  | 4   | 4  | 4  |
| Storia e geografia           | 5  | 5  | 4   | 3  | 3  |
| Matematica                   | 1  | 2  | 2   | 2  | 2  |
| Totale delle ore settimanali | 21 | 24 | 24  | 24 | 24 |

| Istituto tecnico inferiore (1923 - 1940) | I  | II | III | IV |
| ---------------------------------------- | -- | -- | --- | -- |
| Italiano                                 | 7  | 6  | 6   | 5  |
| Latino                                   | 7  | 7  | 6   | 6  |
| Lingua straniera                         | -  | 4  | 4   | 4  |
| Storia e geografia                       | 4  | 4  | 2   | 2  |
| Matematica                               | 2  | 2  | 4   | 4  |
| Stenografia                              | -  | -  | 1   | 2  |
| Disegno                                  | 4  | 2  | 2   | 2  |
| Totale delle ore settimanali             | 24 | 25 | 25  | 25 |

| Istituto magistrale inferiore (1923 - 1940) | I  | II | III | IV |
| ------------------------------------------- | -- | -- | --- | -- |
| Italiano                                    | 8  | 4  | 4   | 4  |
| Latino                                      | -  | 6  | 6   | 6  |
| Lingua straniera                            | -  | 4  | 4   | 4  |
| Storia e geografia                          | 4  | 2  | 2   | 2  |
| Matematica                                  | 3  | 2  | 2   | 2  |
| Musica e canto corale                       | 2  | 2  | 2   | 2  |
| Studio di uno strumento musicale            | 2  | 2  | 2   | 2  |
| Disegno                                     | 3  | 2  | 2   | 2  |
| Totale delle ore settimanali                | 22 | 24 | 24  | 24 |

| Scuola complementare (1923 - 1962) | I  | II | III |
| ---------------------------------- | -- | -- | --- |
| Italiano                           | 4  | 4  | 3   |
| Lingua straniera                   | 4  | 4  | 4   |
| Storia e geografia                 | 4  | 4  | 3   |
| Matematica                         | 4  | 3  | 3   |
| Scienze naturali                   | -  | 2  | 2   |
| Computisteria                      | -  | 3  | 3   |
| Disegno                            | 4  | 3  | 3   |
| Calligrafia                        | 2  | -  | -   |
| Stenografia                        | -  | 1  | 2   |
| Totale delle ore settimanali       | 22 | 24 | 23  |

### Scuola media
La scuola media fu istituita con la riforma Bottai nel 1940. Essa unificava i primi tre anni del ginnasio, dell'istituto tecnico inferiore e dell'istituto magistrale inferiore, ossia le tre scuole medie inferiori che, all'epoca, consentivano il proseguimento degli studi. Vi si accedeva dopo il superamento dell'esame di licenza elementare e dopo il superamento dell'esame di ammissione. Il latino rimaneva un insegnamento obbligatorio, come nelle suddette tre scuole precedenti.
Il programma di studi era basato sul vecchio ginnasio (italiano, latino, storia, geografia, etc.), ma prevedeva anche lo studio delle scienze naturali, come nell'istituto tecnico, della musica e del disegno, come nel vecchio istituto magistrale. Mancava la lingua straniera (in quanto i programmi furono compilati durante la campagna di acceso nazionalismo voluta dal regime fascista nei mesi che precedettero l'entrata in guerra dell'Italia) già presente in tutte e tre le precedenti scuole, che sarà reinserita nel dopoguerra.
La riforma Bottai mirava ad allentare il rigido sistema selettivo previsto dalla riforma Gentile. Fu l'unica applicazione concreta di quanto previsto nella "Carta della scuola", un progetto complessivo di riforma approvato nel 1939 dal Gran consiglio del fascismo e finalizzato a fascistizzare la scuola italiana. Fu mantenuto l'esame di ammissione, eredità della riforma Gentile; chi non lo superava doveva completare l'obbligo scolastico, fino a 14 anni, nella scuola di avviamento professionale.
Il terzo anno era completato da un esame di Stato comprendente prove scritte e orali. Per il latino erano previste due prove scritte, una traduzione dall'italiano al latino e una traduzione dal latino all'italiano. Nel 1959 una riforma eliminò la traduzione dall'italiano al latino.
| Discipline (1940 - 1946)     | I  | II | III |
| ---------------------------- | -- | -- | --- |
| Italiano                     | 6  | 6  | 6   |
| Latino                       | 5  | 5  | 5   |
| Storia e geografia           | 3  | 4  | 5   |
| Cultura fascista             | -  | 2  | 2   |
| Matematica                   | 3  | 4  | 5   |
| Scienze naturali             | 2  | 3  | 4   |
| Musica                       | 2  | -  | -   |
| Disegno                      | 2  | -  | -   |
| Totale delle ore settimanali | 23 | 24 | 27  |

| Discipline (1946 - 1963)     | I  | II | III |
| ---------------------------- | -- | -- | --- |
| Italiano                     | 5  | 4  | 4   |
| Latino                       | 5  | 4  | 4   |
| Storia e geografia           | 4  | 4  | 4   |
| Lingua straniera             | 4  | 4  | 4   |
| Matematica                   | 2  | 3  | 2   |
| Scienze naturali             | -  | -  | 5   |
| Musica                       | 2  | -  | -   |
| Disegno                      | 2  | -  | -   |
| Totale delle ore settimanali | 24 | 19 | 23  |

### Scuola media unificata

#### Riforma del 1963
A partire dal 1º ottobre 1963, tutte le scuole medie inferiori furono unificate sotto un unico modello, denominato scuola media unificata. Ciò comportò la scomparsa della precedente scuola media, della scuola di avviamento professionale, dei corsi inferiori di istituti d'arte e quelli dei conservatori musicali, nonché del terzo ciclo delle scuole elementari (classi sesta, settima e ottava) istituito dai programmi ministeriali pubblicati con D.P.R. 503/1955 e dalla successiva riforma dell'ordinamento didattico delle scuole elementari di cui alla legge 1245/1957..
Il programma ministeriale prevedeva 25 ore settimanali al primo anno, con l'opzione di seguire uno o più corsi facoltativi gli anni successivi. Durante il secondo anno, per esempio, alla lingua italiana veniva accostato l'insegnamento introduttivo della lingua latina, che poteva essere poi scelta durante il terzo anno, senza la quale non ci si poteva iscrivere al liceo classico. Le altre due materie facoltative corrispondevano a un proseguimento naturale di materie precedentemente studiate. Di seguito il programma di studio ministeriale:
| Discipline                                                            | I  | II | III |
| --------------------------------------------------------------------- | -- | -- | --- |
| Religione                                                             | 1  | 1  | 1   |
| Italiano                                                              | 6  | -  | 5   |
| Italiano ed elementari conoscenze di latino                           | -  | 9  | -   |
| Storia e educazione civica, geografia                                 | 4  | 4  | 4   |
| Lingua straniera                                                      | 2  | 3  | 3   |
| Matematica                                                            | 3  | 3  | 3   |
| Osservazioni ed elementi di scienze naturali                          | 2  | 2  | 3   |
| Educazione artistica                                                  | 2  | 2  | 2   |
| Applicazioni tecniche                                                 | 2  | -  | -   |
| Educazione musicale                                                   | 1  | -  | -   |
| Educazione fisica                                                     | 2  | 2  | 2   |
| Totale delle ore settimanali                                          | 25 | 26 | 23  |
| Latino (facoltativo; in alternativa: Applicazioni Tecniche)           | -  | -  | 4   |
| Educazione musicale (facoltativo)                                     | -  | 1  | 1   |
| Applicazioni tecniche (facoltativo; in alternativa a Latino III anno) | -  | 2  | 3   |

#### Riforma del 1977
Nel 1977 il programma di studio venne rivisitato: l'insegnamento della lingua latina fu eliminato, le applicazioni tecniche divennero educazione tecnica, resa obbligatoria e non più differenziata tra maschile e femminile, e anche l'educazione musicale venne estesa a tre anni. L'orario settimanale fu così portato a 30 ore:
| Discipline                           | I  | II | III |
| ------------------------------------ | -- | -- | --- |
| Italiano                             | 7  | 7  | 7   |
| Storia e geografia                   | 4  | 4  | 4   |
| Matematica                           | 4  | 4  | 4   |
| Lingua straniera                     | 3  | 3  | 3   |
| Scienze chimiche, fisiche e naturali | 2  | 2  | 2   |
| Educazione tecnica                   | 3  | 3  | 3   |
| Educazione artistica                 | 2  | 2  | 2   |
| Educazione musicale                  | 2  | 2  | 2   |
| Religione o attività alternative     | 1  | 1  | 1   |
| Educazione fisica                    | 2  | 2  | 2   |
| Totale delle ore settimanali         | 30 | 30 | 30  |
| Seconda lingua comunitaria           | 2  | 2  | 2   |

Dall'anno scolastico 2003/2004 viene introdotto l'insegnamento della seconda lingua comunitaria (francese, spagnolo o tedesco) con due ore settimanali, portando così il totale delle ore da 30 a 32 e in alternativa le due ore di seconda lingua comunitaria possono essere anche utilizzate per insegnare la lingua italiana agli studenti che provengono dall'estero e che conoscono poco o per nulla la lingua italiana. Nel caso in cui le due ore di seconda lingua comunitaria siano aggiunte alle ore di prima lingua straniera (solitamente inglese) oppure alle ore di italiano, si parlerà di italiano potenziato (9 ore settimanali) e quindi le ore di prima lingua straniera resteranno 3, altrimenti le ore di italiano resteranno 7 alla settimana e le ore di lingua straniera passeranno a 5 settimanali, potendosi definire lingua straniera potenziata (solitamente inglese potenziato).

#### Riforma Moratti (legge 53 del 28 marzo 2003)
Con quest'ultima riforma era stata introdotta la seconda lingua comunitaria riducendo:
- le ore di Lettere (Italiano+Storia+Geografia+Approfondimento) a 10 dalle 11 originarie: nel 2003 introduceva una nuova 'materia' nella scuola secondaria di I grado: l'Approfondimento (1 ora afferente alle Materie Letterarie), tale denominazione esisteva già negli Istituti Professionali.
- le ore di Educazione Tecnica da 3 a 2
guadagnando così due ore da destinare alla seconda lingua ma provocando problemi di soprannumerarietà tra i docenti (perdenti posto per la riduzione oraria) nonché difficoltà di costituzione delle cattedre delle Materie Letterarie poiché l'ora di Approfondimento resta di difficile assegnazione in quanto i suoi contenuti sono stabiliti dal Collegio dei docenti. Per ovviare a tale problema contenutistico, la maggior parte delle scuole hanno assegnato l'ora alla Geografia ricostituendo le due ore originarie della materia, ferma restando la diminuzione di un'ora (tuttora presente) dell'insegnamento di Lingua Italiana.

## Esame di Stato conclusivo del primo ciclo d’istruzione ("esame di terza media")
Fin dall'istituzione della scuola media unificata, il triennio si conclude con un esame di Stato che permette di conseguire il diploma conclusivo del primo ciclo d'istruzione necessario per l'iscrizione alla scuola secondaria di secondo grado.
L'esame è diviso in quattro prove scritte e una prova orale:
1. La prova scritta di lingua italiana consiste nell'elaborazione di un tema, composto da 3 tracce: -Testo narrativo / Testo descrittivo, -Testo argomentativo,               -Riassunto
2. La prova scritta di matematica' 'comprende quesiti di geometria analitica, probabilità, geometria solida ed equazioni, a volte ci possono essere anche domande di scienze sulla genetica o un quesito di tecnologia.
3. La prova scritta di inglese e quella della seconda lingua (francese/spagnolo/tedesco) può essere una comprensione del testo e la risposta a delle domande, la scrittura di una lettera o di un'email, l'elaborazione di un dialogo, il riassunto di un testo o la riscrittura o il completamento di un testo o di un dialogo.

Per essere ammessi all'Esame di Stato è obbligatorio aver sostenuto le cosiddette prove nazionali INVALSI:
1. la prova INVALSI di lingua italiana composta da due o tre comprensioni del testo e da una prova sulla grammatica (morfologia, sintassi, fonologia, ortografia e lessico)
2. la prova INVALSI di matematica consiste in un insieme di quesiti che riguardano algebra, geometria euclidea, geometria analitica, relazioni e funzioni, statistica e probabilità, insiemistica e logica.
3. la prova INVALSI di inglese, che si articola in due parti: la prima parte consiste nella comprensione scritta di testi in lingua inglese con relative domande a scelta multipla; la seconda parte consiste invece in una prova di ascolto, in cui l'alunno deve ascoltare e comprendere dei dialoghi o discorsi in lingua inglese e svolgere vari esercizi relativi.

La prova nazionale perviene direttamente dal Ministero dell'istruzione, dell'università e della ricerca, per tutti gli esaminandi italiani. Dall’anno scolastico 2017-2018, oltre all’aggiunta dell’Invalsi di Lingua Inglese e la novità del CBT (computer based), la prova nazionale non fa più media nel voto di esame di stato, pur essendo un requisito per accedervi.
Per quanto riguarda la prova orale, la normativa prevede un colloquio pluridisciplinare con la possibilità per il candidato di scegliere l'argomento da cui iniziare.
Gli argomenti trattati nel colloquio devono essere contenuti del programma d'esame redatto dai singoli docenti allegato alla documentazione.
A scelta delle sottocommissioni d'esame, che corrispondono in genere alla componente docente dei consigli di classe, è possibile permettere ai candidati di predisporre una "tesina", ossia una dissertazione scritta di un percorso interdisciplinare, che coinvolge più discipline.
La valutazione finale consiste nella media tra il voto di ammissione (che può essere anche inferiore a 6) e la media dei voti delle prove d'esame.
L'esame è superato se la media è almeno 6. In caso di numero decimale si arrotonda al voto successivo se la parte decimale corrisponde a 5 o più; altrimenti si arrotonda per difetto al voto precedente.
Esempio: se la media finale è 7,8 il voto è 8. Se la media finale è 7,5 il voto finale è 8. Se la media è 7,3 il voto finale è 7.
Il voto massimo ottenibile all'esame di terza media è 10 e lode, quello minimo 6.
Oltre alla valutazione d'esame, la sottocommissione elabora una scheda di valutazione delle competenze acquisite dal candidato, chiamato "Certificato delle competenze".
L'OCSE-PISA ha analizzato nel 2003 la relazione fra voti scolastici e competenze in matematica per gli studenti quindicenni di Australia, Europa e Stati Uniti. Per l'Italia è risultata una distribuzione dei voti omogenea nelle scuole di Nord, Centro e Sud, mentre era molto differenziata la distribuzione delle competenze misurate nell'indagine. 

La diversità di competenze era nettamente maggiore per i voti più bassi, mentre gli studenti con voti più alti avevano competenze simili in tutto il territorio.

### Casi particolari

#### Durante il periodo COVID
Nel 2020 e nel 2021 le prove scritte dell'esame di terza media (così come quelle dell'esame di maturità) sono state sospese a causa della pandemia di COVID-19.
Gli studenti hanno così dovuto sostenere solo l'esame orale, che nell'anno 2020 si è svolto nella maggior parte dei casi da remoto e nel 2021 sempre solamente orale ma in presenza.
Le prove scritte sono state reintrodotte nel 2022.